# 小娟＆山谷裡的居民
小娟＆山谷裡的居民一个北京的独立民谣乐团。1998年，由小娟、黎强和于宙三人组成；2009年荒井壮一郎的加入，当前该乐队有4名成员。

## 成员简介
| 名字       | 分工             | 备注                 |
| ---------- | ---------------- | -------------------- |
| 小娟       | 主唱、木吉他     | 成立成员             |
| 黎强       | 木吉他、竹笛     | 成立成员             |
| 于宙       | 鼓手             | 成立成员，2008年去世 |
| 刘晓光     | 长笛、口琴、键盘 | 2008年加入           |
| 荒井壮一郎 | 打击乐           | 2009年加入           |

## 出版唱片
- 2006年《如风往事》
- 2007年《细说往事》
- 2008年《红布绿花朵》
- 2009年《惦記》（精選輯）
- 2009年《山谷裡的音乐EP》香港版
- 2009年《红布綠花朵》台灣版
- 2010年《台北到淡水》
- 2012年《C大調的城》
- 2014年《君不見》
- 2014年《生如夏花》（精選輯）
- 2016年《心有花開》
- 2018年《愛的路》
- 2020年《Smile》